# 小行星12153
小行星12153（12153 Conon）是一颗绕太阳运转的小行星，为主小行星带小行星。该小行星于1971年3月19日发现。

## 轨道参数
小行星12153的轨道半长轴为338 123 751 km，2.2601855 UA，离心率为0.129。